# 레이몬드 배갓싱
레이몬드 배갓싱(Raymond Bagatsing, 1971년 9월 15일 ~ )은 필리핀의 모델, 배우이다.
마닐라에서 태어났다.

## 영화
- 포로 (2012년)
- 바운더리 (2011년)
- 선택 받은 땅 (2005년)
- 첫경험 (2004년)
- 울어야 사는 여자 (2003년)
- 둠스데이어 (2000년) - 산티아고 역
- 크로스 (1999년)
- 익살의 왕 (1999년)
- 콘셉시온 구역의 범죄자 (1998년)
- 밀라그로스 (1997년)
- 굿바이 아메리카 (1997년)